# Nesophontes micrus
Nesophontes micrus е изчезнал вид бозайник от семейство Nesophontidae.